# Leichtathletik-Weltmeisterschaften 2019/Dreisprung der Männer

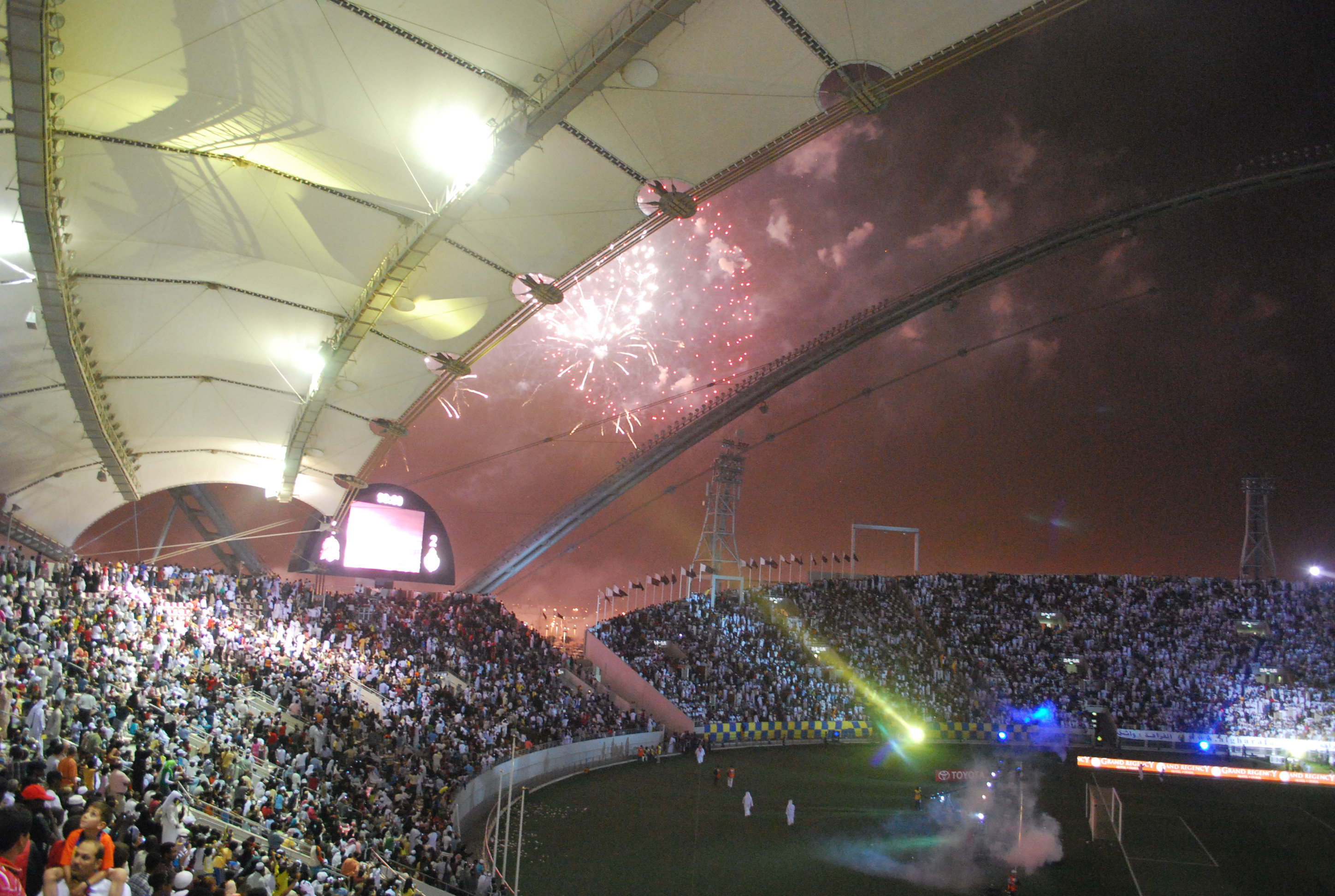
Das Khalifa International Stadium während des Emir Cups im Jahr 2009

Der Dreisprung der Männer bei den Leichtathletik-Weltmeisterschaften 2019 fand am 27. und 29. September 2019 im Khalifa International Stadium der katarischen Hauptstadt Doha statt.
33 Athleten aus 21 Ländern nahmen an dem Wettbewerb teil.
Die US-amerikanischen Dreispringer erzielten in diesem Wettbewerb einen Doppelsieg.

Seinen vierten Weltmeistertitel in Folge errang der zweifache Olympiasieger (2012/2016) Christian Taylor mit 17,92 m.

Silber ging mit 17,74 m wie bei den Weltmeisterschaften 2017 an den zweifachen WM-Dritten (2011/2013) und zweifachen Olympiazweiten (2012/2016) Will Claye. Er hatte 2012 außerdem die Bronzemedaille im Weitsprung gewonnen.

Auf den dritten Platz kam der amtierende Afrikameister und Vizeafrikameister von 2016 Hugues Fabrice Zango, der mit 17,66 m einen neuen Afrikarekord aufstellte.

## Rekorde
Vor dem Wettbewerb galten folgende Rekorde:
| Weltrekord               | Jonathan Edwards | 18,29 m | WM in Göteborg, Schweden | 7. August 1995 |
| Weltmeisterschaftsrekord | Jonathan Edwards | 18,29 m | WM in Göteborg, Schweden | 7. August 1995 |

Der bestehende WM-Rekord wurde bei diesen Weltmeisterschaften nicht eingestellt und nicht verbessert.
Es wurde ein Kontinentalrekord aufgestellt:

17,66 m (Afrikarekord) – Hugues Fabrice Zango (Burkina Faso), Finale am 29. September bei einem Rückenwind von 0,5 m/s

## Windbedingungen
In den folgenden Ergebnisübersichten sind die Windbedingungen zu den einzelnen Sprüngen benannt. Der erlaubte Grenzwert liegt bei zwei Metern pro Sekunde. Bei stärkerer Windunterstützung wird die Weite für den Wettkampf gewertet, findet jedoch keinen Eingang in Rekord- und Bestenlisten.

## Legende
Kurze Übersicht zur Bedeutung der Symbolik – so üblicherweise auch in sonstigen Veröffentlichungen verwendet:
| – | verzichtet                            |
| x | ungültig                              |
| r | Wettkampf nicht fortgesetzt (retired) |

Anmerkung zu den Weiten- und Windangaben in den nachfolgenden Ergebnisübersichten:

Auf der hier unter anderem als Quelle verwendeten Webseite bei worldathletics.org sind die Zahlen zu den Versuchsreihen offensichtlich zumindest teilweise nicht korrekt. Deshalb wurde in den Tabellen unten auf die Angaben bei todor66.com sowie bei leichtathletik.de zurückgegriffen.

## Qualifikation
27. September 2019, 19:25 Uhr Ortszeit (18:25 Uhr MESZ)
33 Teilnehmer traten in zwei Gruppen zur Qualifikationsrunde an. Die Qualifikationsweite für den direkten Finaleinzug betrug 17,10 m. Zwei Athleten übertrafen diese Marke (hellblau unterlegt). Das Finalfeld wurde mit den acht nächstplatzierten Sportlern auf zwölf Springer aufgefüllt (hellgrün unterlegt). So reichten für die Finalteilnahme schließlich 16,87 m.

### Gruppe A
| Platz | Name                 | Nation                      | 1. Versuch (m) Wind (m/s) | 2. Versuch (m) Wind (m/s) | 3. Versuch (m) Wind (m/s) | Resultat (m) |
| 1     | Pedro Pablo Pichardo | Portugal                    | 17,38 / −0,2              | –                         | –                         | 17,38        |
| 2     | Hugues Fabrice Zango | Burkina Faso                | 16,60 / ±0,0              | 17,17 / −0,3              | –                         | 17,17        |
| 3     | Donald Scott         | USA                         | x                         | 16,47 / −0,5              | 16,99 / −0,4              | 16,99        |
| 4     | Will Claye           | USA                         | 16,83 / −0,1              | 15,25 / +0,1              | 16,97 / −0,1              | 16,97        |
| 5     | Almir dos Santos     | Brasilien                   | 16,92 / −0,5              | –                         | 16,21 / −0,2              | 16,92        |
| 6     | Cristian Nápoles     | Kuba                        | 16,84 / −0,3              | 16,75 / −0,3              | 16,88 / ±0,0              | 16,88        |
| 7     | Zhu Yaming           | Volksrepublik China         | 16,79 / −0,1              | 16,75 / −0,5              | 16,48 / +0,2              | 16,79        |
| 8     | Alexei Fjodorow      | Authorised Neutral Athletes | 16,49 / −0,3              | 16,71 / −0,3              | 16,16 / −0,2              | 16,71        |
| 9     | Nazim Babayev        | Aserbaidschan               | 16,65 / −0,2              | 16,38 / −0,4              | 16,51 / −0,3              | 16,65        |
| 10    | Yasser Triki         | Algerien                    | 16,34 / ±0,0              | 16,62 / ±0,0              | 16,51 / −0,3              | 16,62        |
| 11    | Benjamin Compaoré    | Frankreich                  | 16,59 / −0,2              | 16,35 / −0,4              | 16,15 / −0,2              | 16,59        |
| 12    | Simo Lipsanen        | Finnland                    | 16,44 / −0,1              | 16,47 / −0,4              | x                         | 16,47        |
| 13    | Andy Díaz            | Kuba                        | x                         | 16,41 / −0,4              | 16,39 / −0,4              | 16,41        |
| 14    | Chengetayi Mapaya    | Simbabwe                    | 14,80 / ±0,0              | x                         | 16,36 / −0,4              | 16,36        |
| 15    | Latario Collie-Minns | Bahamas                     | 16,26 / −0,3              | x                         | x                         | 16,26        |
| 16    | Ruslan Qurbonov      | Usbekistan                  | x                         | 15,86 / −0,3              | x                         | 15,86        |
| 17    | Andrea Dallavalle    | Italien                     | x                         | 14,63 / −0,2              | 15,09 / −0,3              | 15,09        |

In Qualifikationsgruppe A ausgeschiedene Dreispringer:

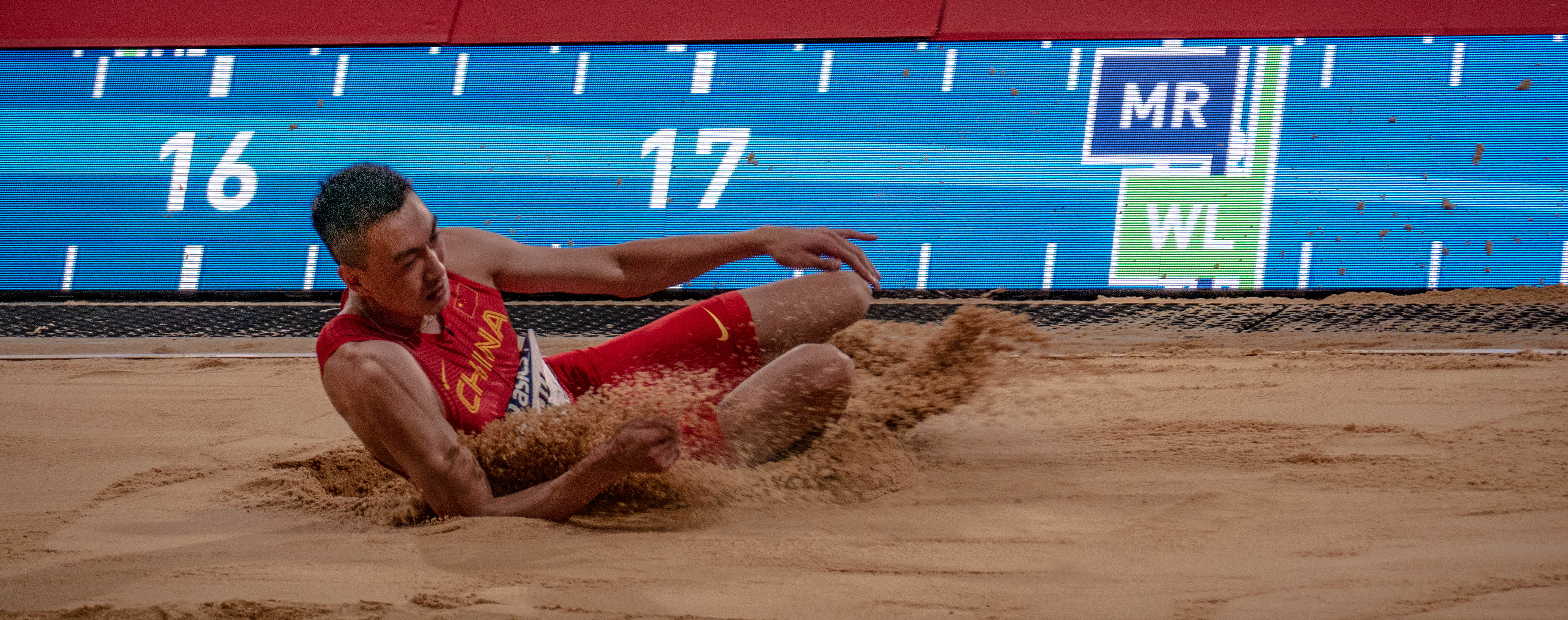
Zhu Yaming Rang sieben mit 16,79 m
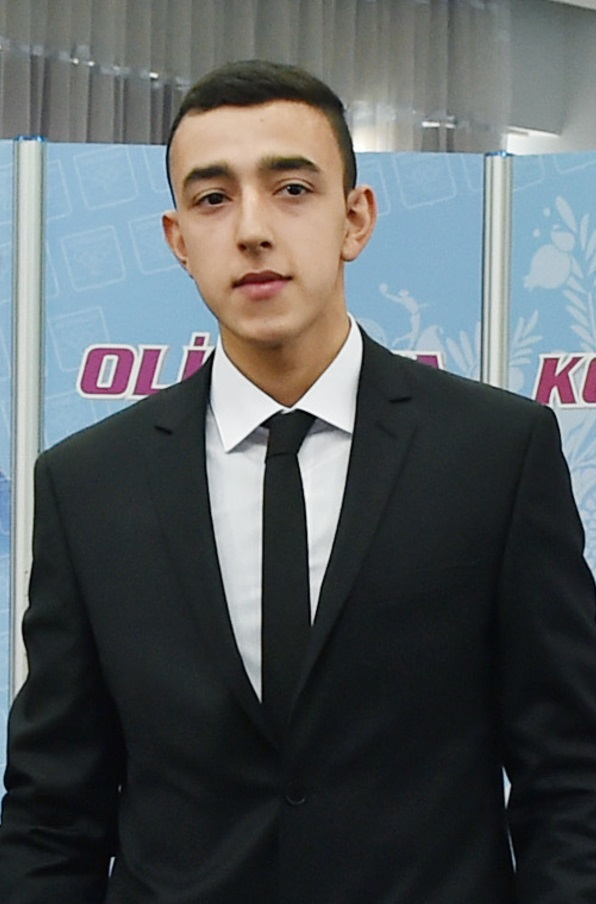
Nazim Babayev Rang neun mit 16,65 m
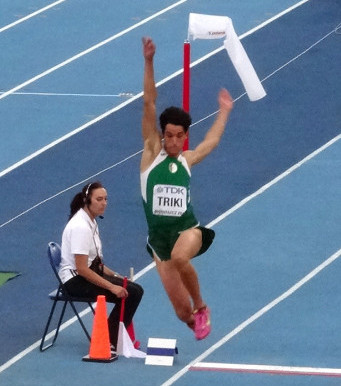
Yasser Triki Rang zehn mit 16,62 m
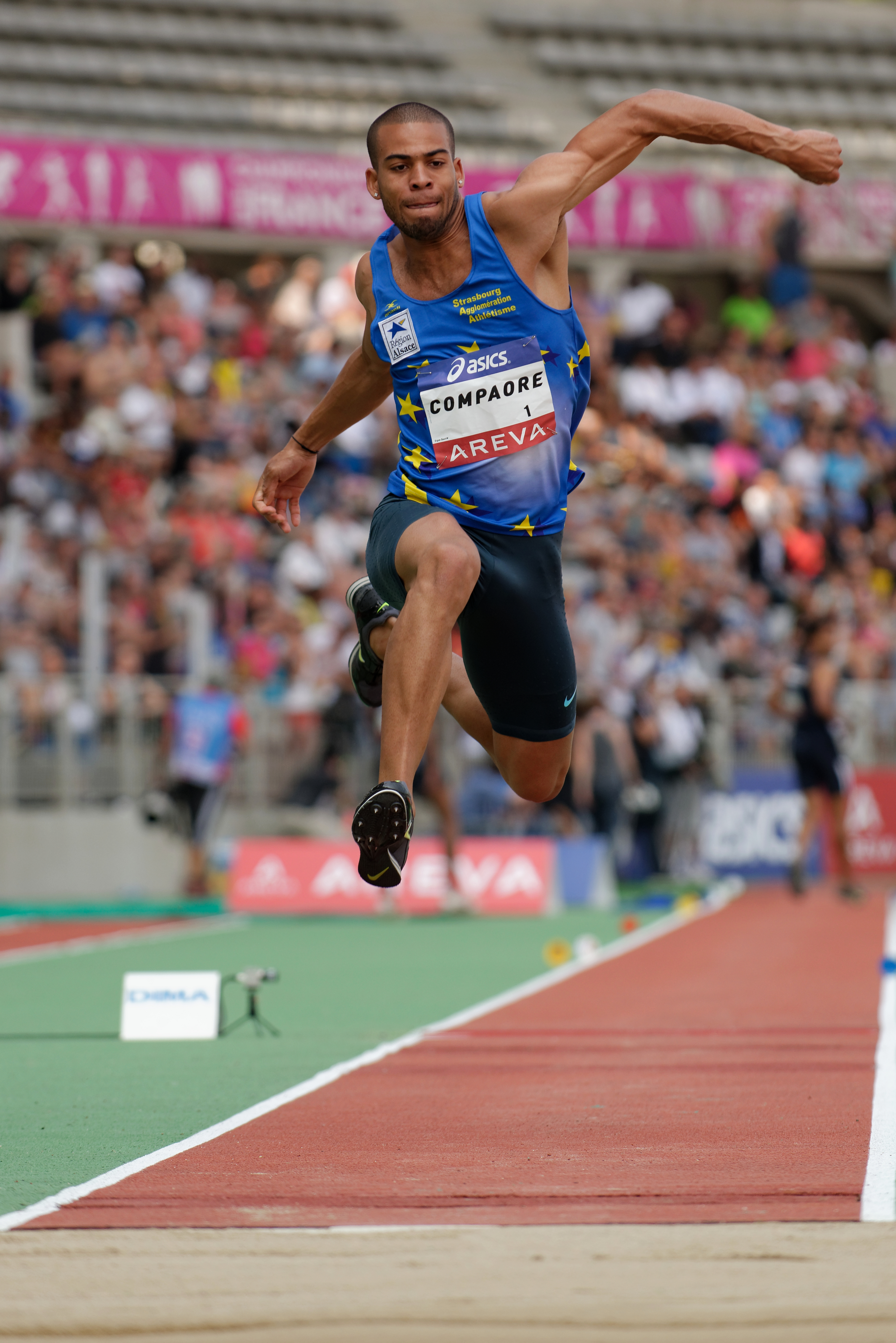
Benjamin Compaoré Rang elf mit 16,59 m
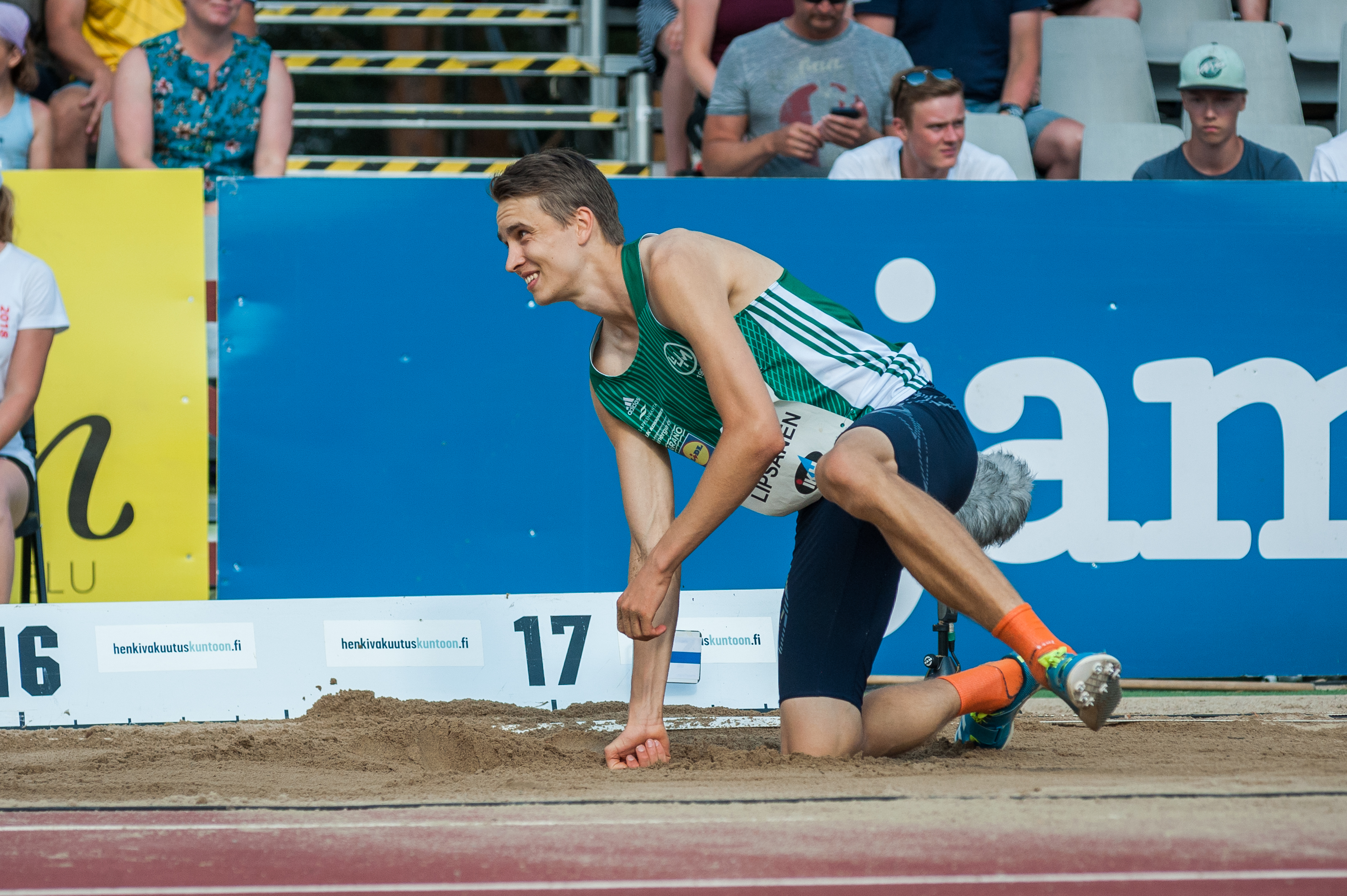
Simo Lipsanen Rang zwölf mit 16,47 m

### Gruppe B
| Platz | Name                 | Nation                      | 1. Versuch (m) Wind (m/s) | 2. Versuch (m) Wind (m/s) | 3. Versuch (m) Wind (m/s) | Resultat (m) |
| 1     | Christian Taylor     | USA                         | 16,99 / +0,3              | 16,94 / −0,2              | –                         | 16,99        |
| 2     | Alexis Copello       | Aserbaidschan               | 16,67 / +0,2              | x                         | 16,95 / +0,1              | 16,95        |
| 3     | Jordan Díaz          | Kuba                        | 16,61 / +0,3              | 16,60 / ±0,0              | 16,93 / ±0,0              | 16,93        |
| 4     | Fang Yaoqing         | Volksrepublik China         | x                         | 16,92 / +0,2              | x                         | 16,92        |
| 5     | Wu Ruiting           | Volksrepublik China         | x                         | 16,90 / −0,3              | 16,80 / +0,1              | 16,90        |
| 6     | Necati Er            | Türkei                      | x                         | 16,65 / ±0,0              | 16,87 / +0,2              | 16,87        |
| 7     | Omar Craddock        | USA                         | 16,87 / +0,1              | x                         | x                         | 16,87        |
| 8     | Dmitri Sorokin       | Authorised Neutral Athletes | 16,68 / ±0,0              | x                         | 16,86 / +0,1              | 16,86        |
| 9     | Nelson Évora         | Portugal                    | 16,26 / +0,4              | 16,67 / +0,4              | 16,80 / +0,3              | 16,80        |
| 10    | Ben Williams         | Großbritannien              | 15,89 / +0,4              | 16,77 / +0,3              | 15,55 / −0,1              | 16,77        |
| 11    | Georgi Zonow         | Bulgarien                   | x                         | 16,61 / +0,1              | 16,08 / +0,3              | 16,61        |
| 12    | Jean-Marc Pontvianne | Frankreich                  | 16,02 / +0,1              | 16,31 / +0,1              | x                         | 16,31        |
| 13    | Alexsandro Melo      | Brasilien                   | 15,90 / +0,6              | 16,26 / +0,3              | x                         | 16,26        |
| 14    | Lewon Aghasjan       | Armenien                    | 16,24 / ±0,0              | 15,98 / +0,5              | 16,04 / +0,3              | 16,24        |
| 15    | Lathone Collie-Minns | Bahamas                     | 15,62 / +0,2              | 13,50 / −0,1              | 15,89 / +0,4              | 15,89        |
| 16    | Jordan Scott         | Jamaika                     | 14,73 / +0,4              | r                         |                           | 14,73        |

In Qualifikationsgruppe B ausgeschiedene Dreispringer:

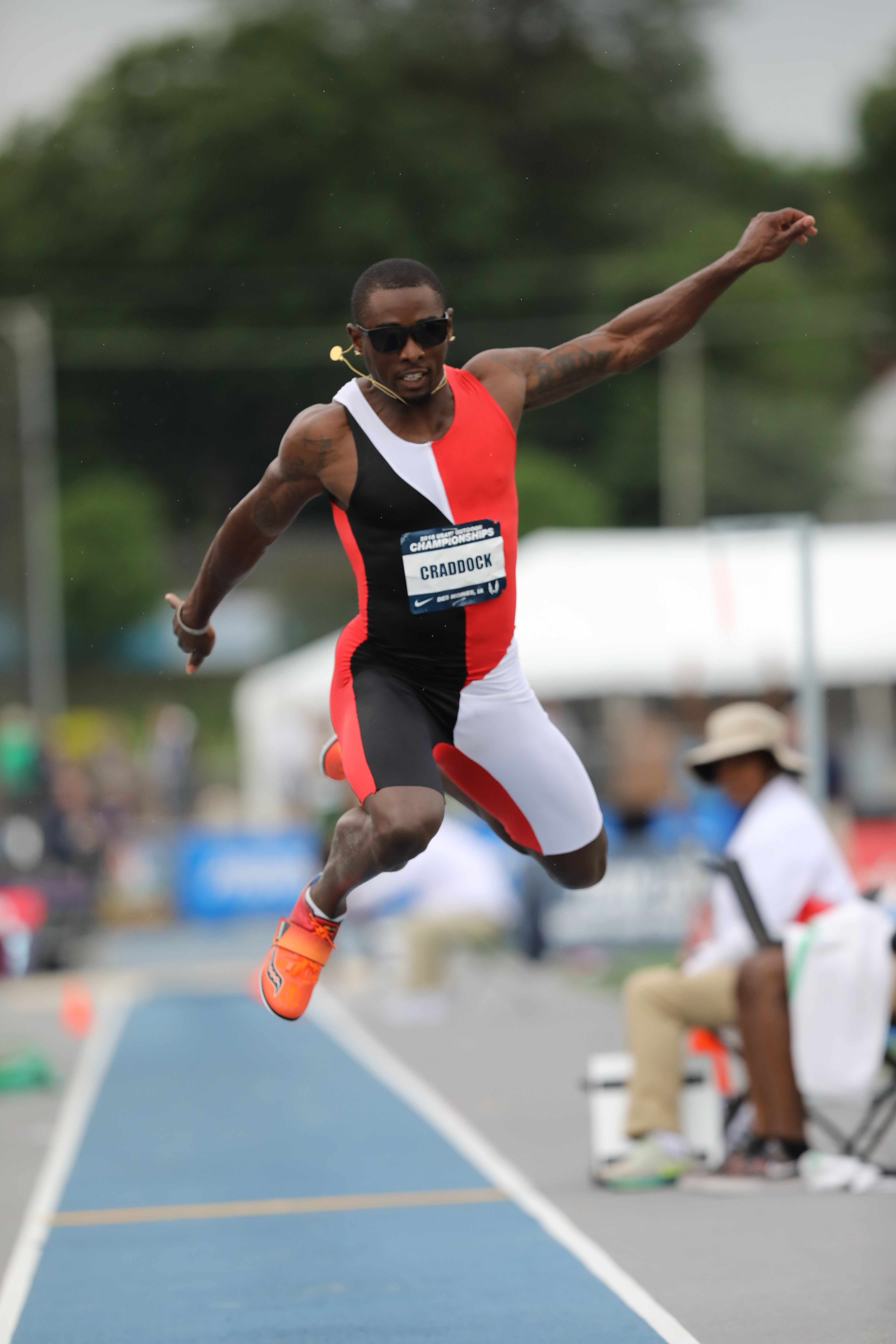
Omar Craddock Rang sieben mit 16,87 m
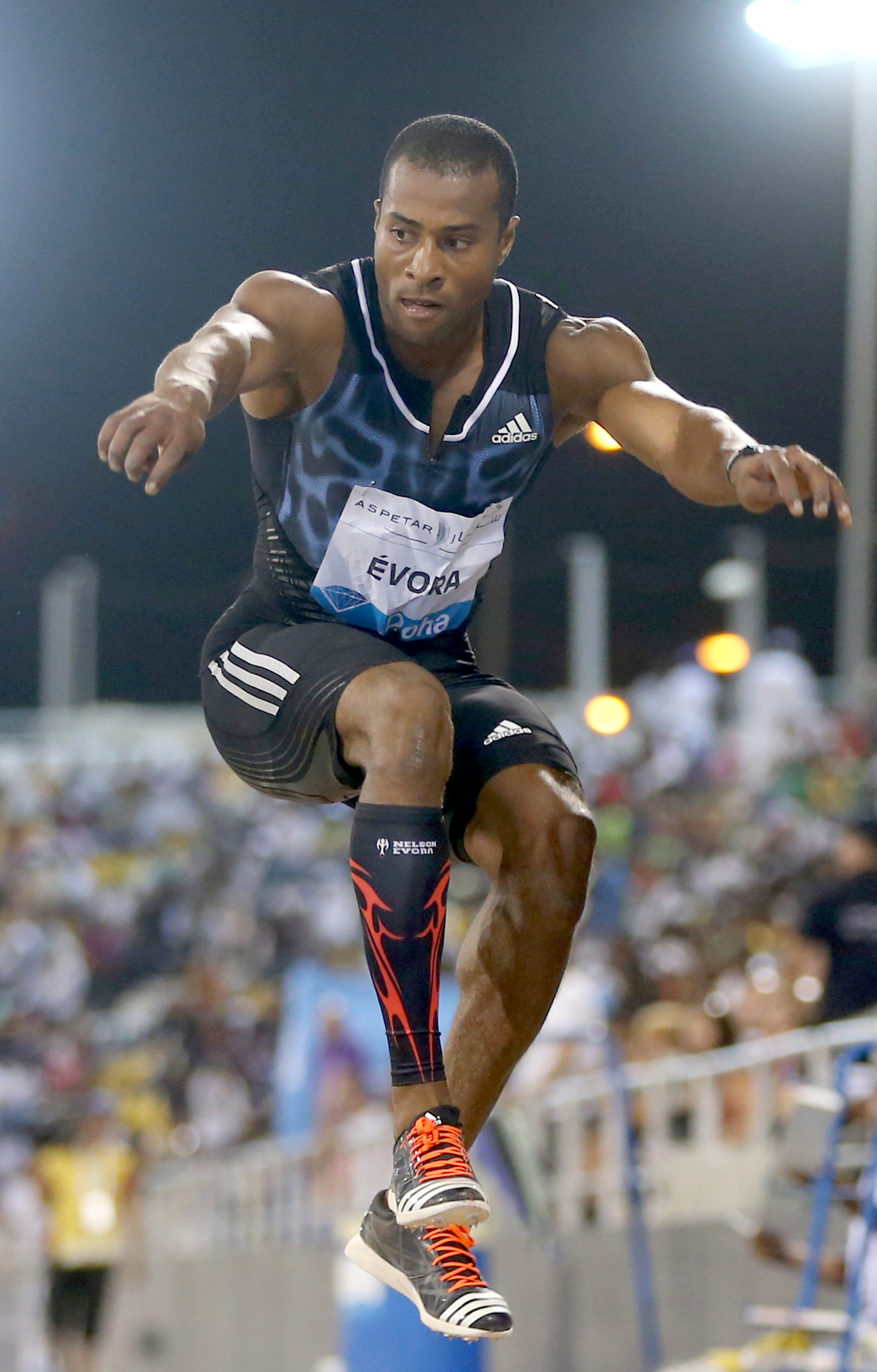
Nelson Évora – unter anderem Olympiasieger von 2008 und Weltmeister von 2007 – Rang neun mit 16,80 m
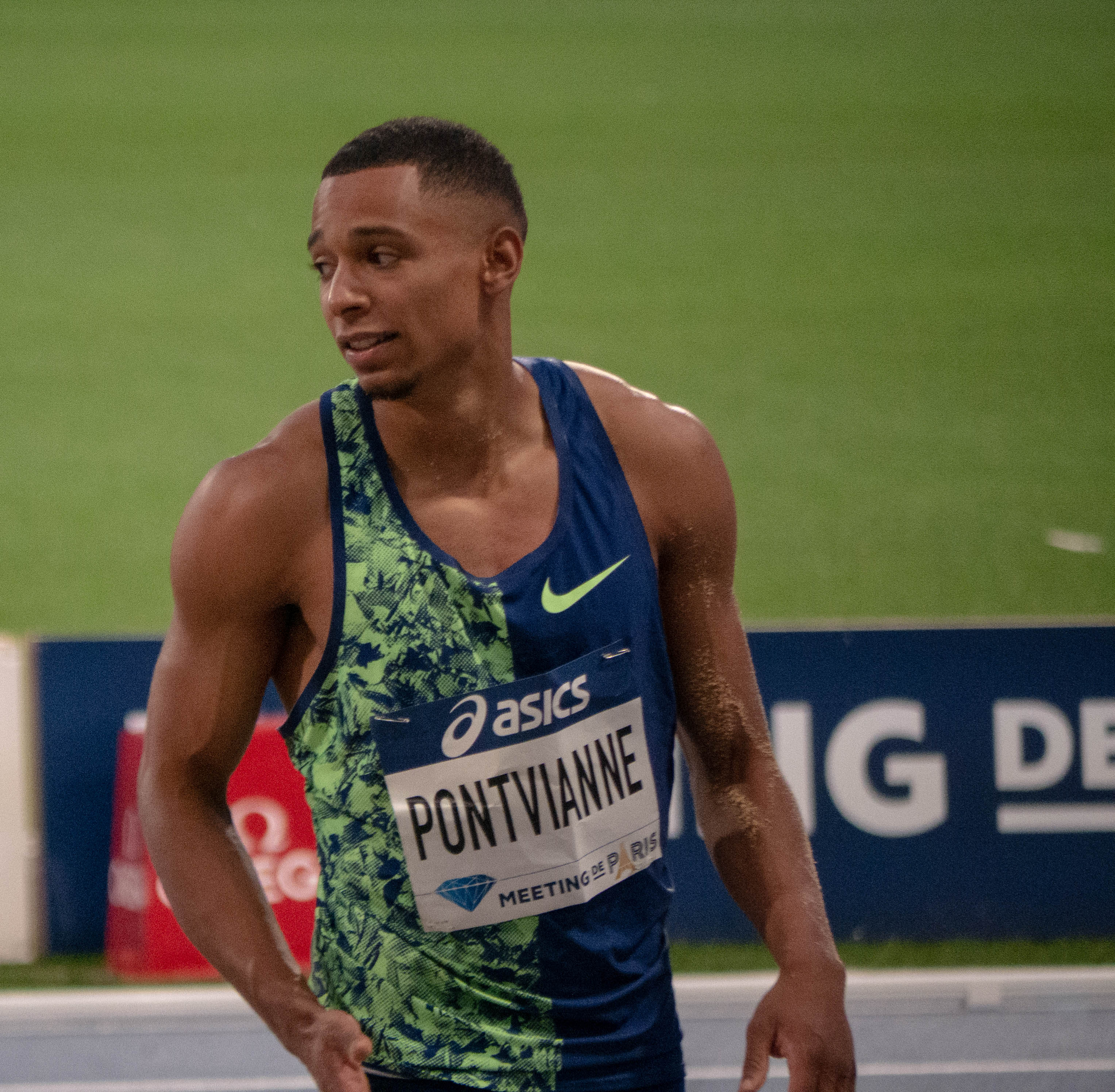
Jean-Marc Pontvianne Rang zwölf mit 16,31 m

## Finale
29. September 2019, 21:45 Uhr Ortszeit (20:45 Uhr MESZ)
| Platz | Name                 | Nation              | 1. Versuch (m) Wind (m/s) | 2. Versuch (m) Wind (m/s) | 3. Versuch (m) Wind (m/s) | 4. Versuch (m) Wind (m/s)                | 5. Versuch (m) Wind (m/s)                | 6. Versuch (m) Wind (m/s)                | Resultat (m) |
|       | Christian Taylor     | USA                 | x                         | x                         | 17,42 / +0,2              | 17,86 / +0,4                             | 17,92 / +0,9                             | 17,54 / +0,4                             | 17,92 SB     |
|       | Will Claye           | USA                 | 17,61 / +0,4              | 17,72 / +0,1              | 17,53 / +0,6              | 17,74 / +0,9                             | 17,74 / +0,3                             | 17,66 / +0,6                             | 17,74        |
|       | Hugues Fabrice Zango | Burkina Faso        | 17,18 / +0,1              | 17,46 / ±0,0              | 17,29 / +0,6              | x                                        | 17,56 / +0,4                             | 17,66 / +0,5                             | 17,66 AF     |
| 4     | Pedro Pablo Pichardo | Portugal            | 17,49 / +0,2              | 17,28 / +0,9              | 17,49 / −0,2              | 17,62 /+0,1                              | 17,60 / +0,6                             | 17,00 / +0,6                             | 17,62        |
| 5     | Cristian Nápoles     | Kuba                | 17,36 / +0,3              | 17,38 / +0,8              | x                         | x                                        | r                                        |                                          | 17,38        |
| 6     | Donald Scott         | USA                 | x                         | 16,57 / +0,8              | 17,05 / ±0,0              | x                                        | 15,08 / +0,4                             | 17,17 / +0,3                             | 17,17        |
| 7     | Alexis Copello       | Aserbaidschan       | x                         | x                         | 17,10 / +0,6              | x                                        | x                                        | r                                        | 17,10 SB     |
| 8     | Jordan Díaz          | Kuba                | 15,88 / +0,2              | 16,86 / +0,2              | 17,01 / +1,2              | 16,86 / +0,3                             | 17,06 / +0,8                             | 16,69 / +0,6                             | 17,06        |
| 9     | Wu Ruiting           | Volksrepublik China | 16,97 / +0,4              | 16,86 / +1,1              | 16,88 / +0,6              | nicht im Finale der besten acht Springer | nicht im Finale der besten acht Springer | nicht im Finale der besten acht Springer | 16,97        |
| 10    | Fang Yaoqing         | Volksrepublik China | 15,94 / +0,8              | 16,42 / +0,4              | 16,65 / +0,4              | nicht im Finale der besten acht Springer | nicht im Finale der besten acht Springer | nicht im Finale der besten acht Springer | 16,65        |
| 11    | Necati Er            | Türkei              | 16,34 / +0,1              | x                         | 15,62 / +0,2              | nicht im Finale der besten acht Springer | nicht im Finale der besten acht Springer | nicht im Finale der besten acht Springer | 16,34        |
| 12    | Almir dos Santos     | Brasilien           | x                         | x                         | 15,01 / +0,7              | nicht im Finale der besten acht Springer | nicht im Finale der besten acht Springer | nicht im Finale der besten acht Springer | 15,01        |

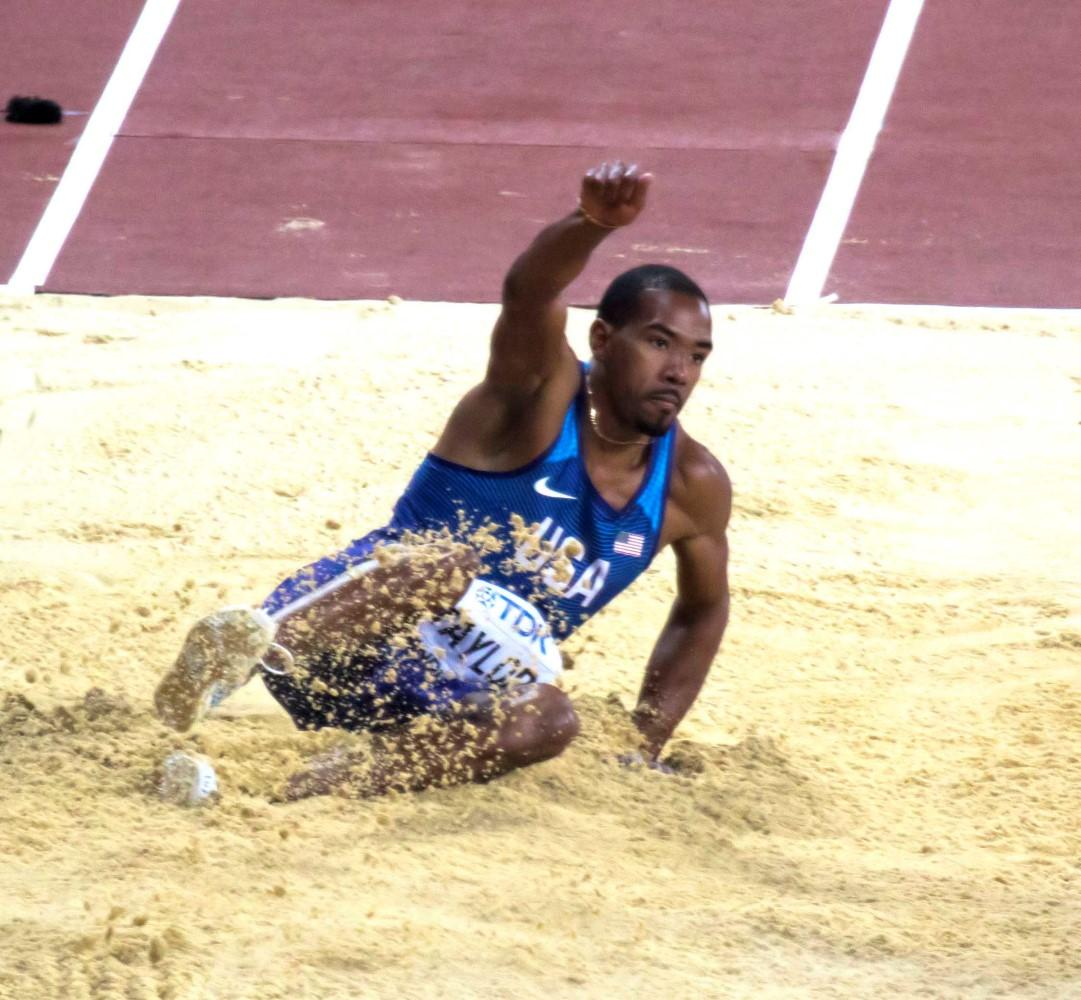
WM-Titel Nummer vier für Christian Taylor
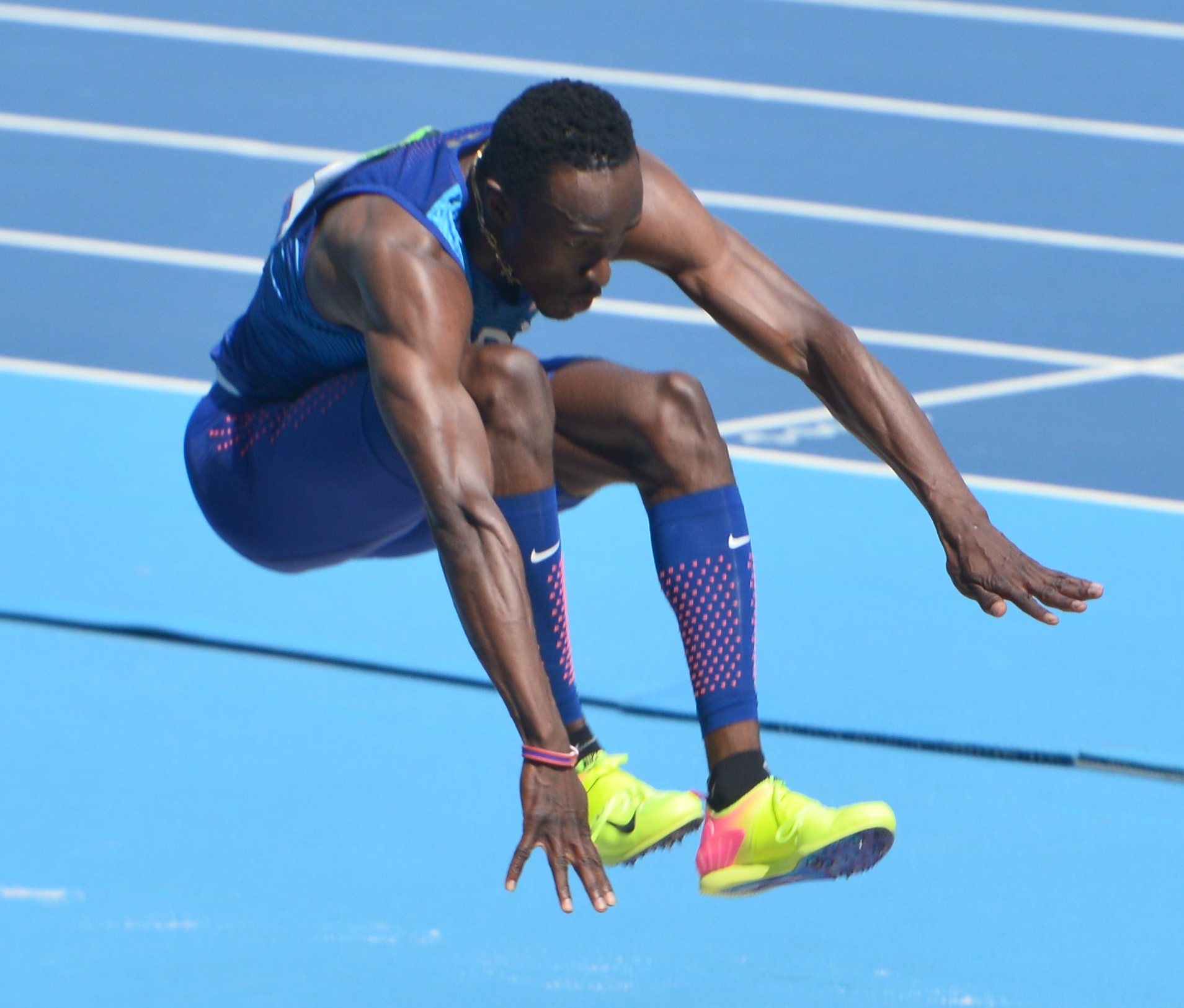
Vizeweltmeister Will Claye erweiterte seine Sammlung von Silber- und Bronzemedaillen
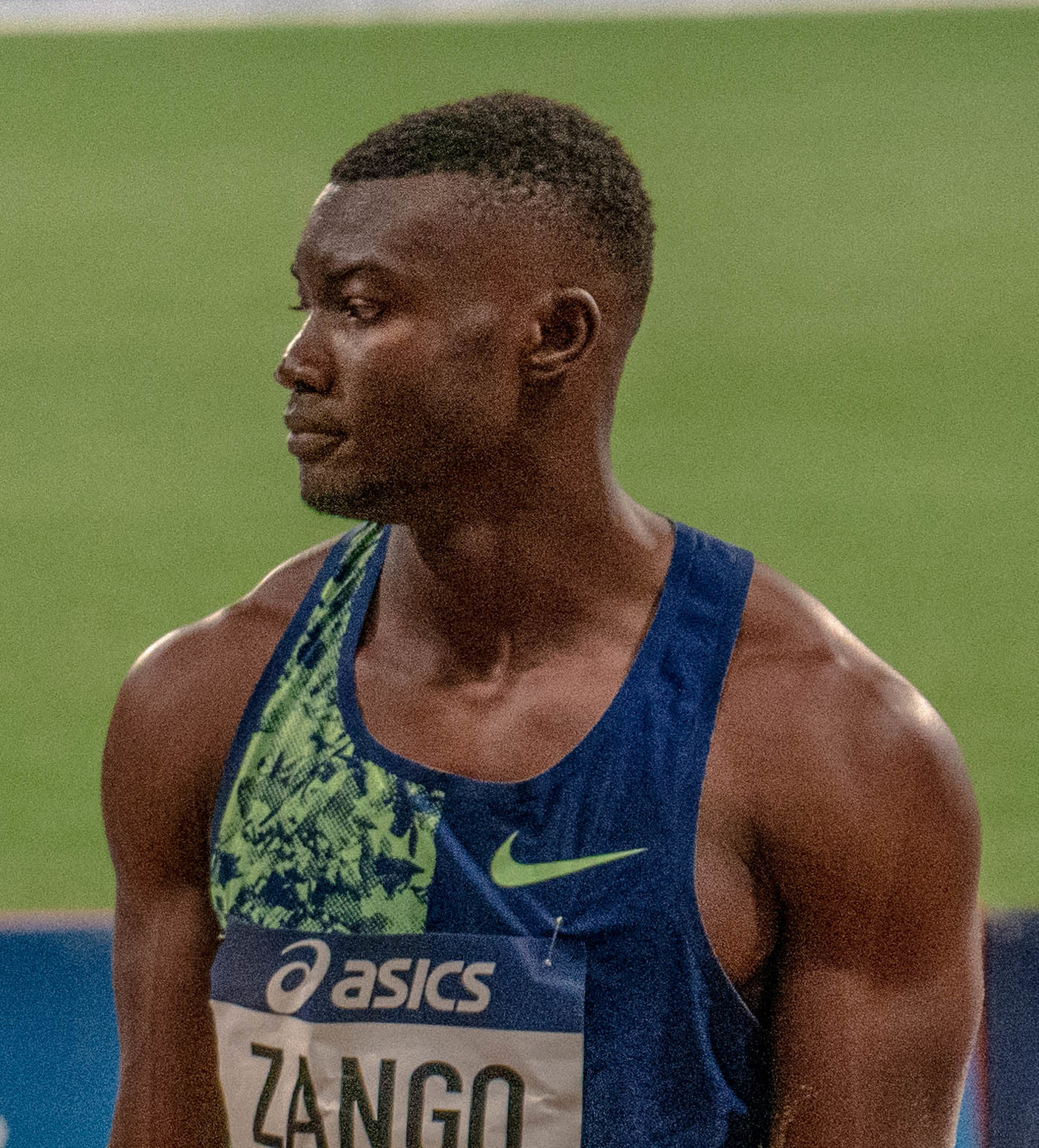
Hugues Fabrice Zango – Bronzemedaillengewinner mit Afrikarekord
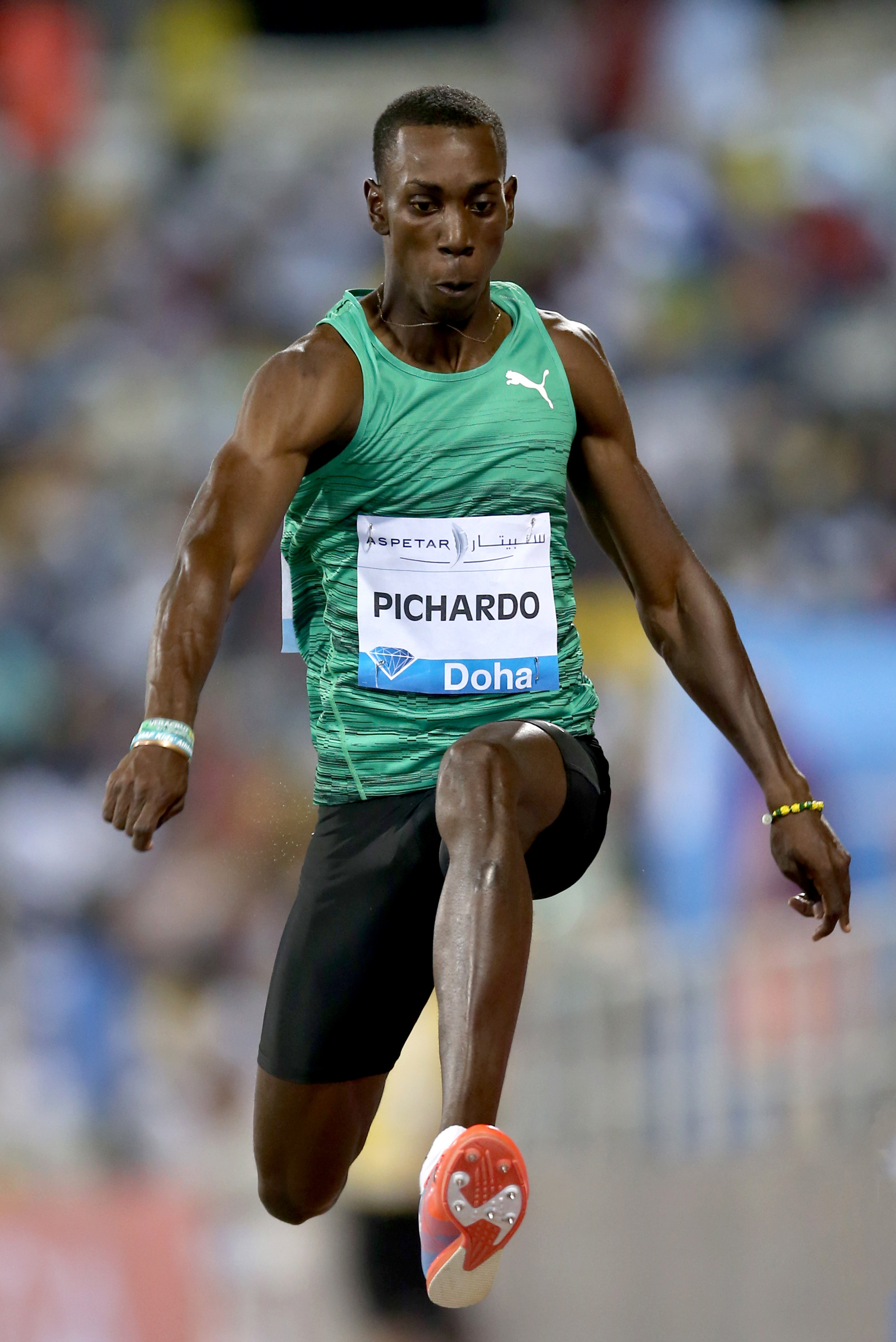
Rang vier für Pedro Pablo Pichardo
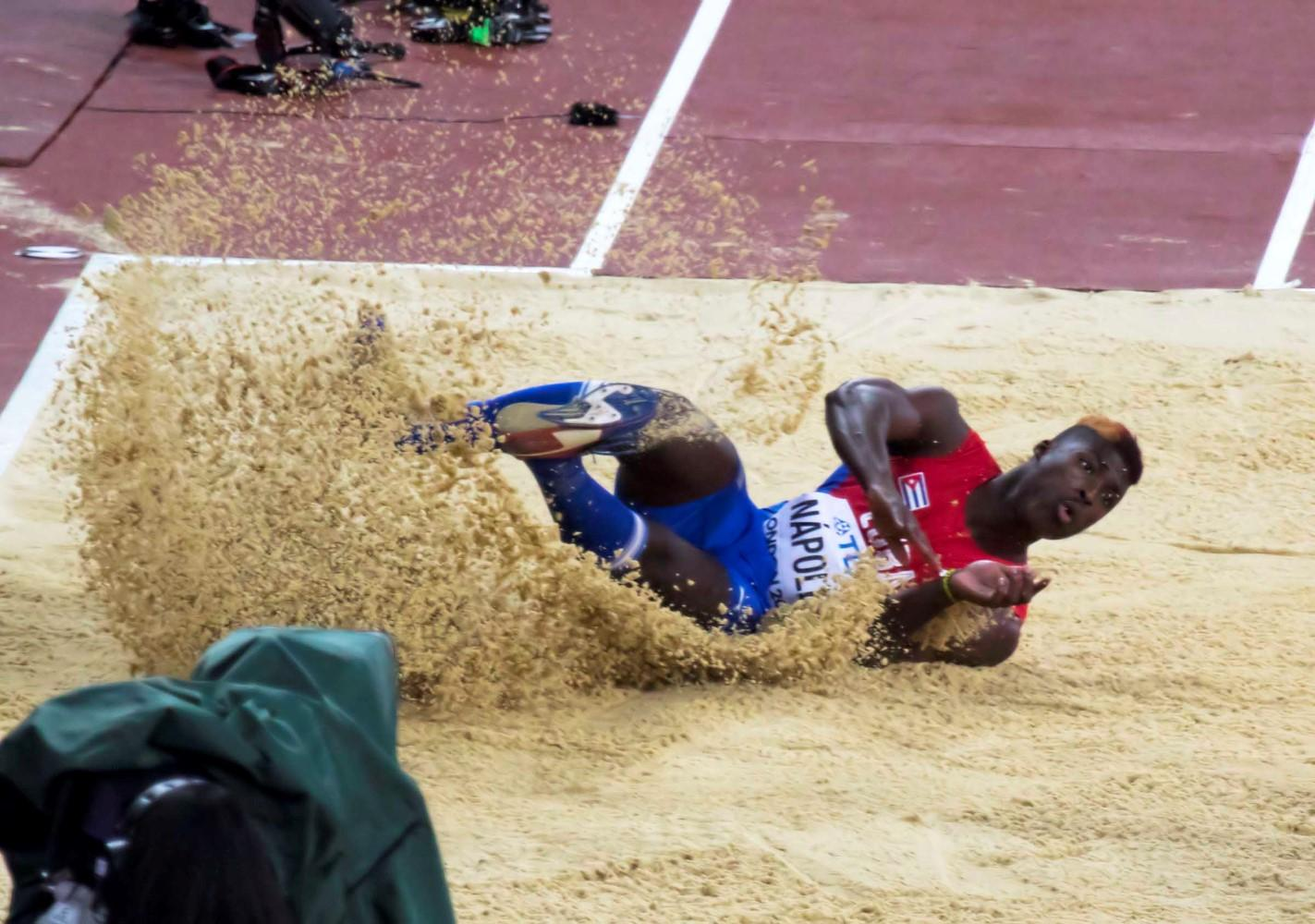
Cristian Nápoles wurde Fünfter
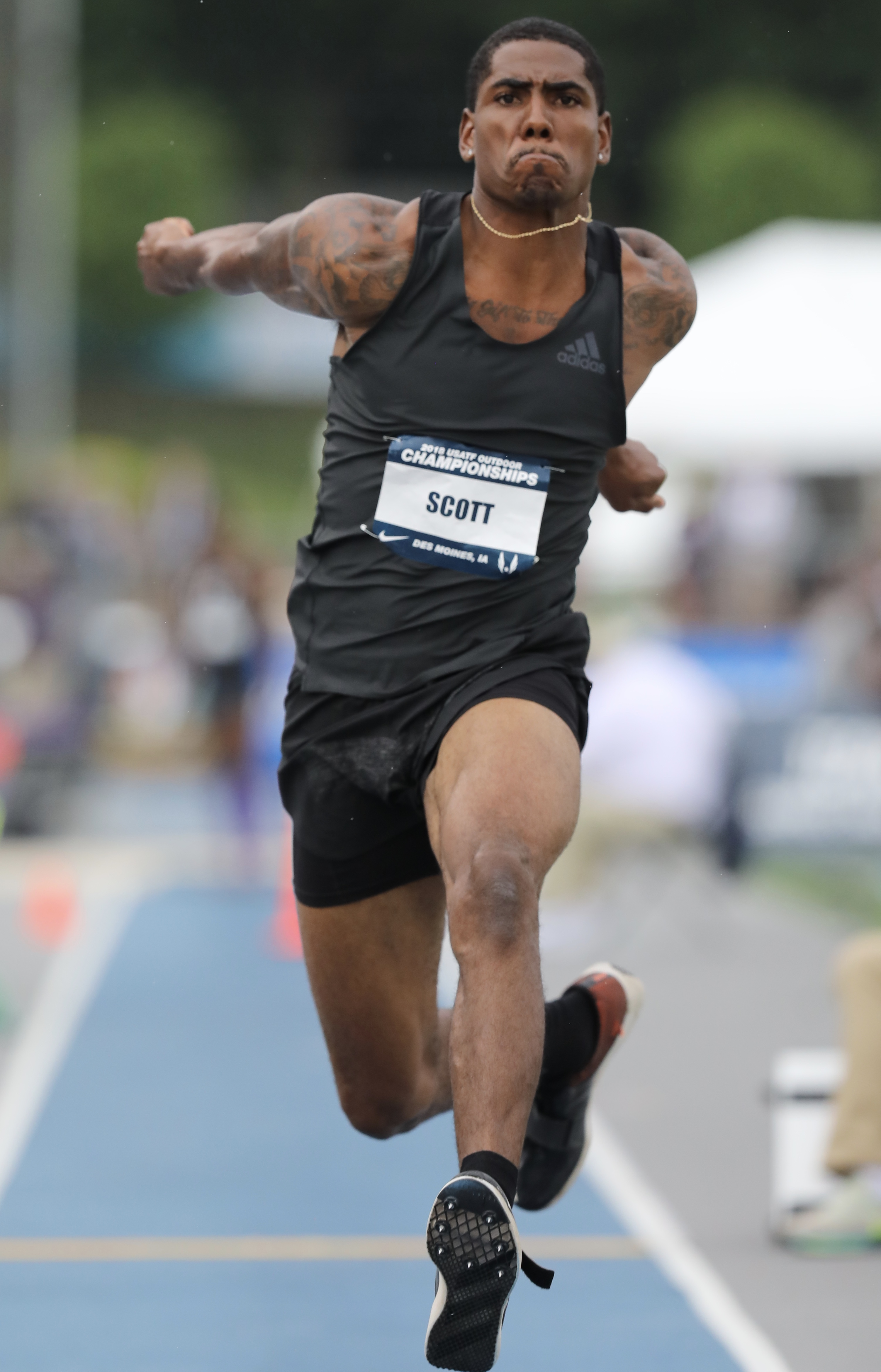
Donald Scott kam auf den sechsten Platz
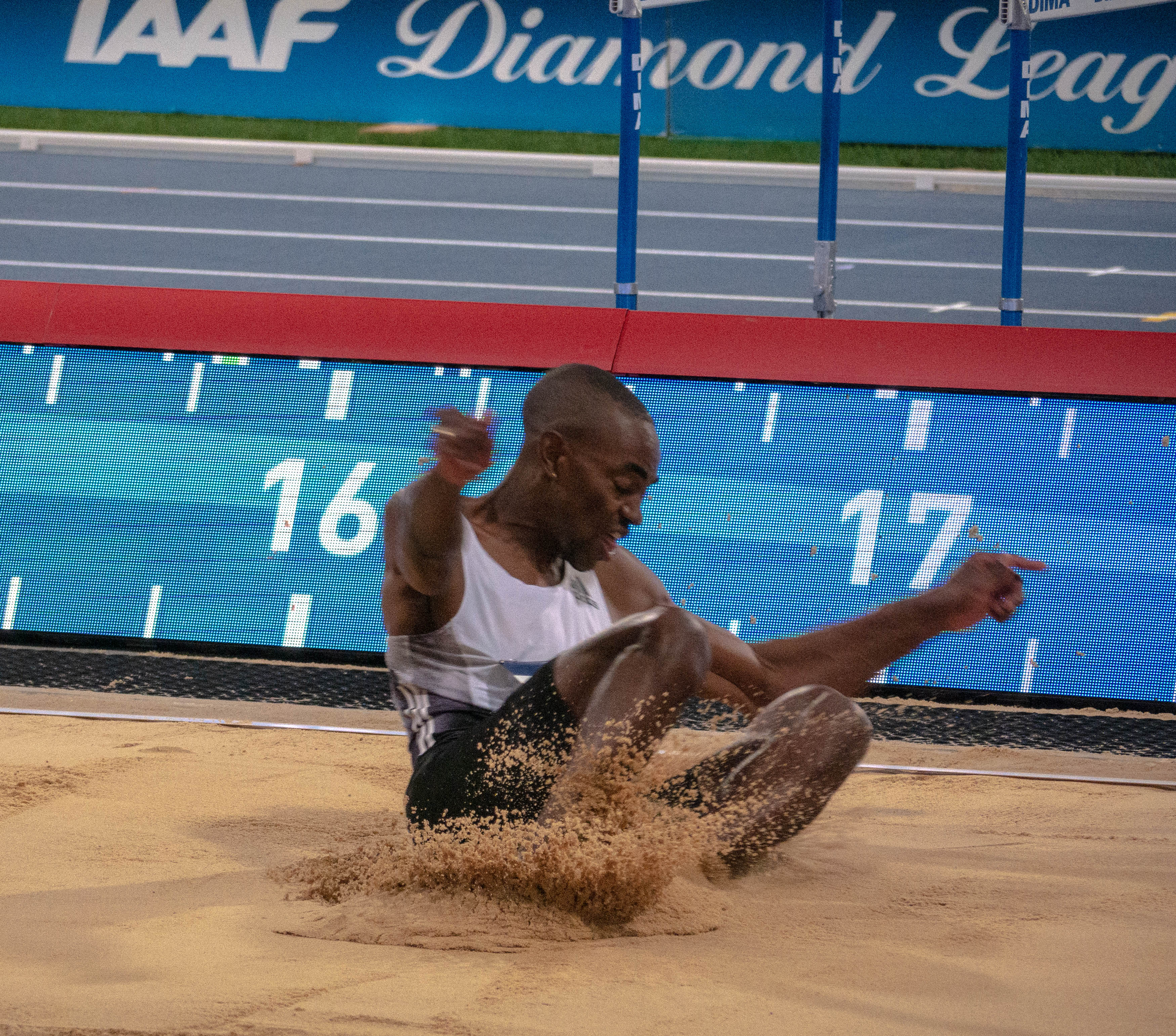
Alexis Copello belegte Rang sieben
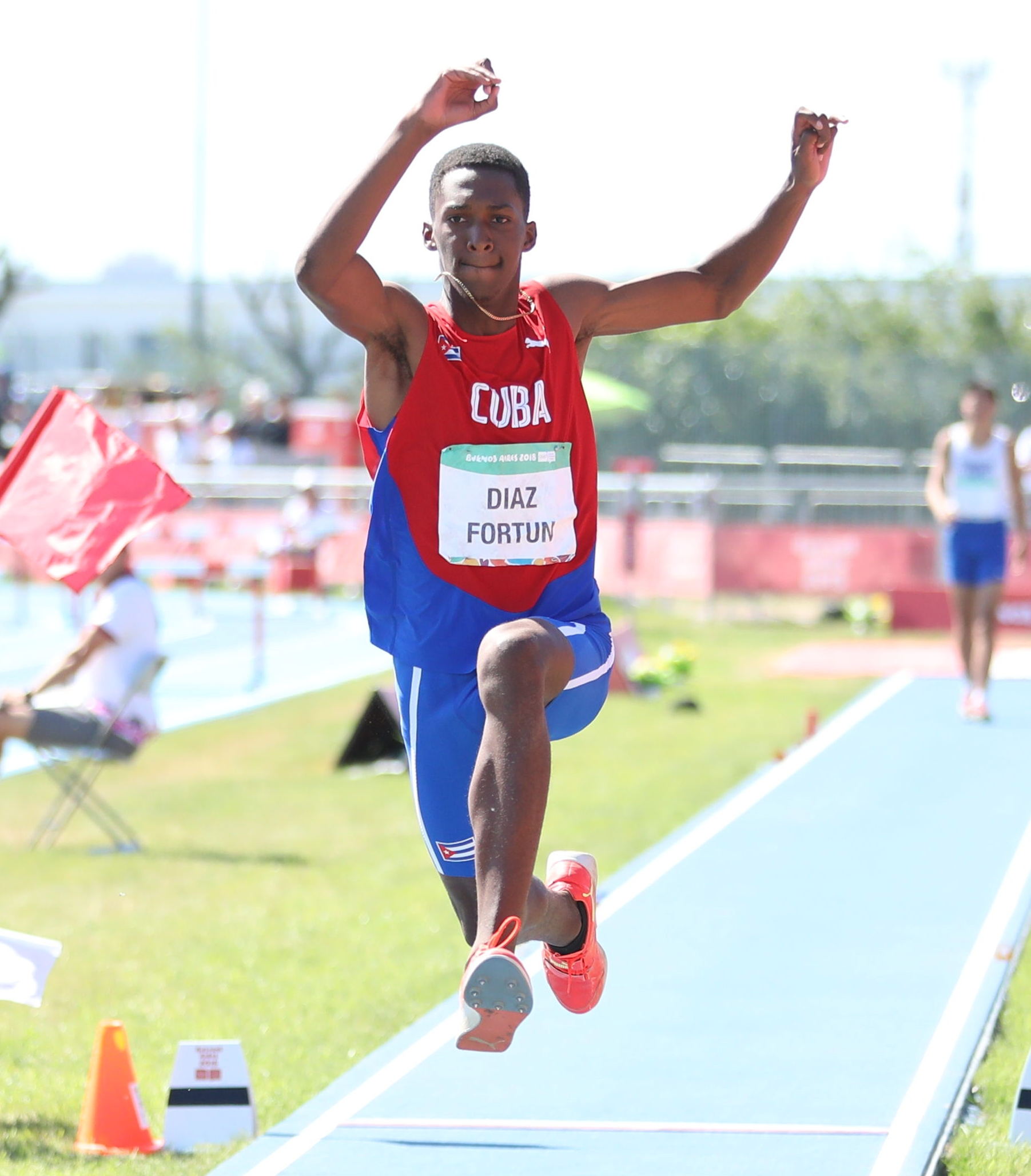
Der achtplatzierte Jordan Díaz

## Video
- Men's Triple Jump Final | World Athletics Championships Doha 2019, youtube.com, abgerufen am 17. März 2021